# Missionskyrkan, Hille
Missionskyrkan är en kyrka i Björke, Gävle kommun.